# Verebes (családnév)
A Verebes régi magyar családnév. A madárnevekből alakult nevek egyike. A veréb -s képzős származéka. Hasonló családnevek pl.: Darvas, Fürjes, Galambos, Varjas.

## Híres Verebes nevű személyek
- Verebes György (1965) Munkácsy Mihály-díjas festőművész, zenész
- Verebes István (1948) Jászai Mari-díjas színész, rendező, dramaturg, író, színházigazgató, műsorvezető
- Verebes József (1941–2016) labdarúgó, mesteredző, szövetségi kapitány
- Verebes Károly (1920–1987) színész
- Verebes Linda (1980) színésznő, beszédtanár
- Verebes Zoltán (1978) filmrendező, látványtervező